# Saussurella cornuta
Saussurella cornuta är en insektsart som först beskrevs av Wilhem de Haan 1842.  Saussurella cornuta ingår i släktet Saussurella och familjen torngräshoppor. Inga underarter finns listade i Catalogue of Life.